# Laura Regan
Pour les articles homonymes, voir Regan.
Laura Regan, née le 17 octobre 1977 à Halifax, en Nouvelle-Écosse, au Canada, est une actrice canadienne.

## Biographie
Laura Regan est née le 17 octobre 1977 à Halifax, en Nouvelle-Écosse, au (Canada).
Son père Gerald Regan, était ancien premier ministre de Nouvelle-Écosse. Elle a un frère, Geoff Regan, est également un homme politique.

### Vie privée
Elle est l'épouse du scénariste Farhad Safinia.

## Carrière
Elle débute en 2000 avec un petit rôle dans Incassable de M. Night Shyamalan et lors d'un épisode de New York, unité spéciale. L'année suivante, elle joue dans Attraction animale de Tony Goldwyn.

## Filmographie

### Cinéma

#### Longs métrages
- 2000 : Incassable (Unbreakable) de M. Night Shyamalan : Audrey Inverso à 20 ans
- 2001 : Attraction animale (Someone Like You...) de Tony Goldwyn : Evelyn
- 2002 : My Little Eye de Marc Evans : Emma
- 2002 : Le Peuple des ténèbres (They) de Robert Harmon : Julia Lund
- 2006 : Hollow Man 2 de Claudio Fäh (en) : Dr Maggie Dalton
- 2007 : Dead Silence de James Wan : Lisa Ashen
- 2007 : Poor Boy's Game de Clément Virgo : Emma
- 2008 : How to Be a Serial Killer de Luke Ricci : Abigail
- 2014 : Atlas Shrugged : Part III de James Manera : Dagny Taggart

### Télévision

#### Séries télévisées
- 2000 : New York, unité spéciale (Law and Order : Special Victims Unit): Denise Sandler
- 2003 : Cold Case : Affaires classées (Cold Case) : Rosie Miles
- 2003 : New York, section criminelle (Law and Order : Criminal Intent) : Trish Van Der Wahl
- 2003 : Amy : Ellen Brady
- 2004 : Les Experts : Miami (CSI : Miami) : Mlle Riley
- 2005 : Ghost Whisperer : Serena Hilliard
- 2005 : Charmed : Joanna
- 2006 : Everwood : Ruth
- 2008 : Heartland : Lauren
- 2008 - 2010 : Mad Men : Jennifer Crane
- 2009 : FBI : Portés disparus (Without a Trace) : Cate Connelly
- 2009 : Terminator : Les chroniques de Sarah Connor (Terminator : The Sarah Connor Chronicles) : Dr Felicia Burnett
- 2010 : Nikita : Lisa Han
- 2010 : Burn Notice : Sarah Aikins
- 2011 : Bones : Carol Samuel
- 2011 : The Closer : L.A. enquêtes prioritaires (The Closer) : Malin Turner
- 2011 : Castle : Rebecca Siegal
- 2012 : Facing Kate (Fairly Legal) : Olivia McKee
- 2012 : NCIS : Los Angeles : Carol Walker
- 2014 : Constantine : Claire
- 2015 : Minority Report : Agatha
- 2015 : First Murder : Mary Rentman
- 2016 : Longmire : Tizz Kaufman
- 2016 : Code Black : Janie
- 2017 : NCIS : Enquêtes spéciales (NCIS) : Amber Davies
- 2018 : Legends of Tomorrow (DC's Legends of Tomorrow) : Jane Hawtorne
- 2018 : American Woman : Carol
- 2022 : Chloé : Georgia Cowan

#### Téléfilms
- 2003 : Otage (Saving Jessica Lynch) de Peter Markle : Jessica Lynch
- 2003 : Un bébé tombé du ciel (Blessings) d'Arvin Brown : Shelley